# Spicara melanurus
Spicara melanurus is een straalvinnige vissensoort uit de familie van picarellen (Centracanthidae). De wetenschappelijke naam van de soort is voor het eerst geldig gepubliceerd in 1830 door Valenciennes.